# Biserica romano-catolică din Estelnic
Biserica romano-catolică din Estelnic, județul Covasna, a fost construită în secolul al XIV-lea. Lăcașul de cult figurează pe lista monumentelor istorice 2010, cod LMI CV-II-a-A-13213.

## Localitatea
Estelnic este satul de reședință al comunei cu același nume din județul Covasna, Transilvania, România. Se află în partea de nord a județului, în Depresiunea Târgu Secuiesc, la poalele munților Ciucului. Prima atestare documentară datează din anul 1332.

## Istoric și trăsături
Biserica a fost construită în secolul al XIV-lea în stilul gotic, arhitectul fiind Margit Losonczi, în 1786 intervenind József Szendrei. Biserica a suferit diferite transformări în sec. XVI-XX, datorate mai ales stricăciunilor provocate de cutremurele ce au lovit zona. Clopotele datează din anul 1567. Picturile murale sunt inspirate de cele ale bisericii din Ghelința. 
Biserica are hramul „Sf. Simion și Iuda Tadeul”.

## Galerie de imagini

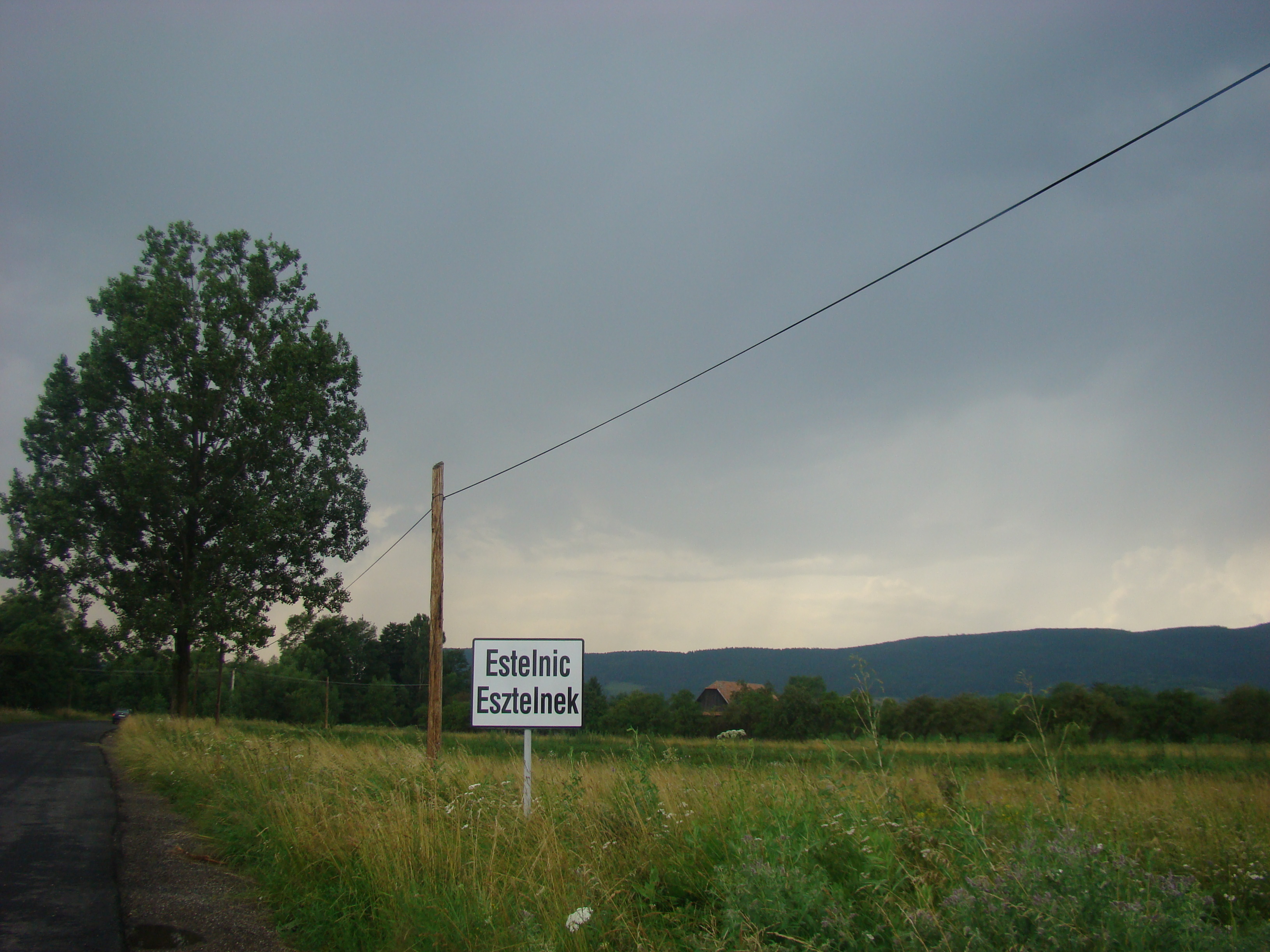
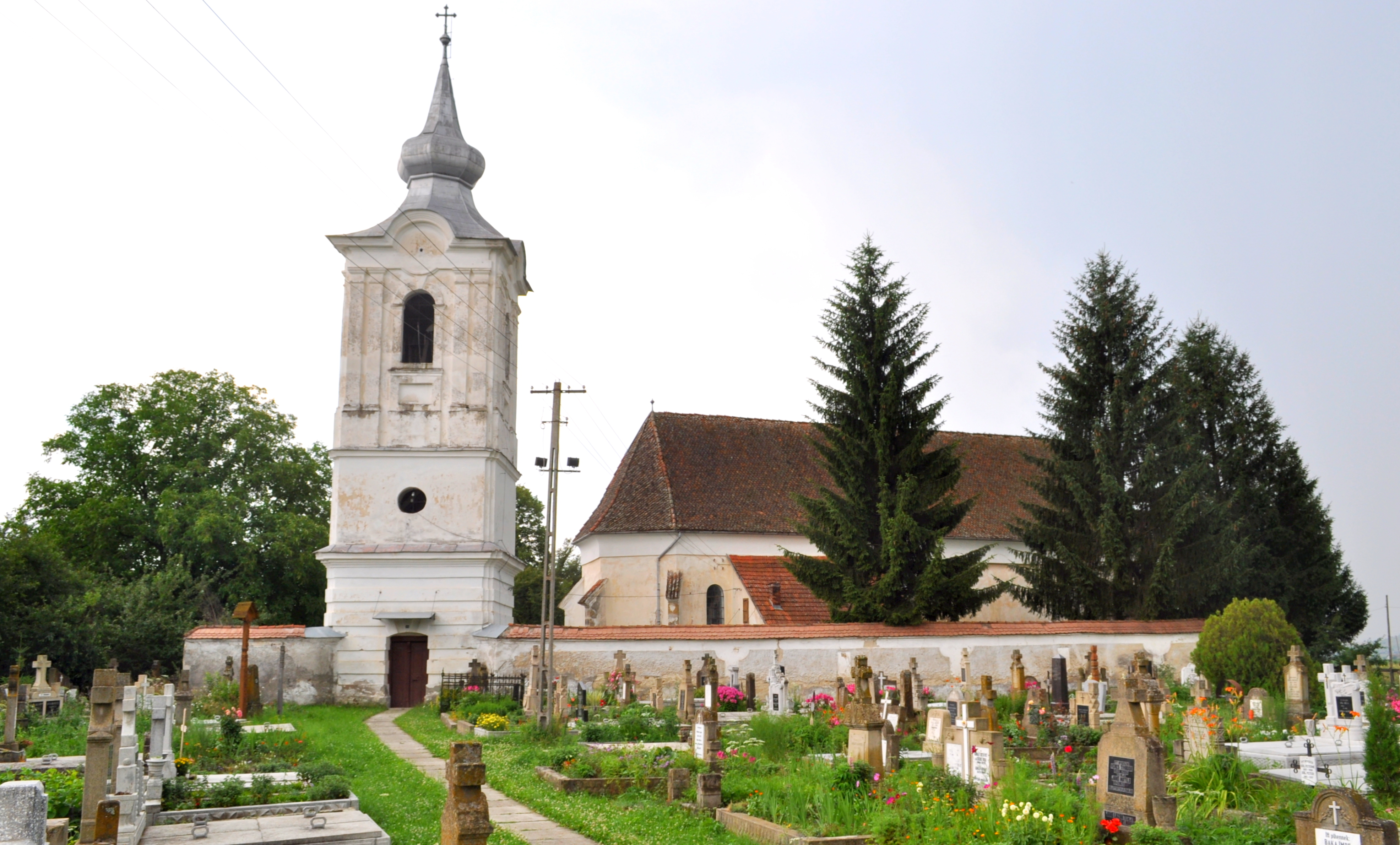
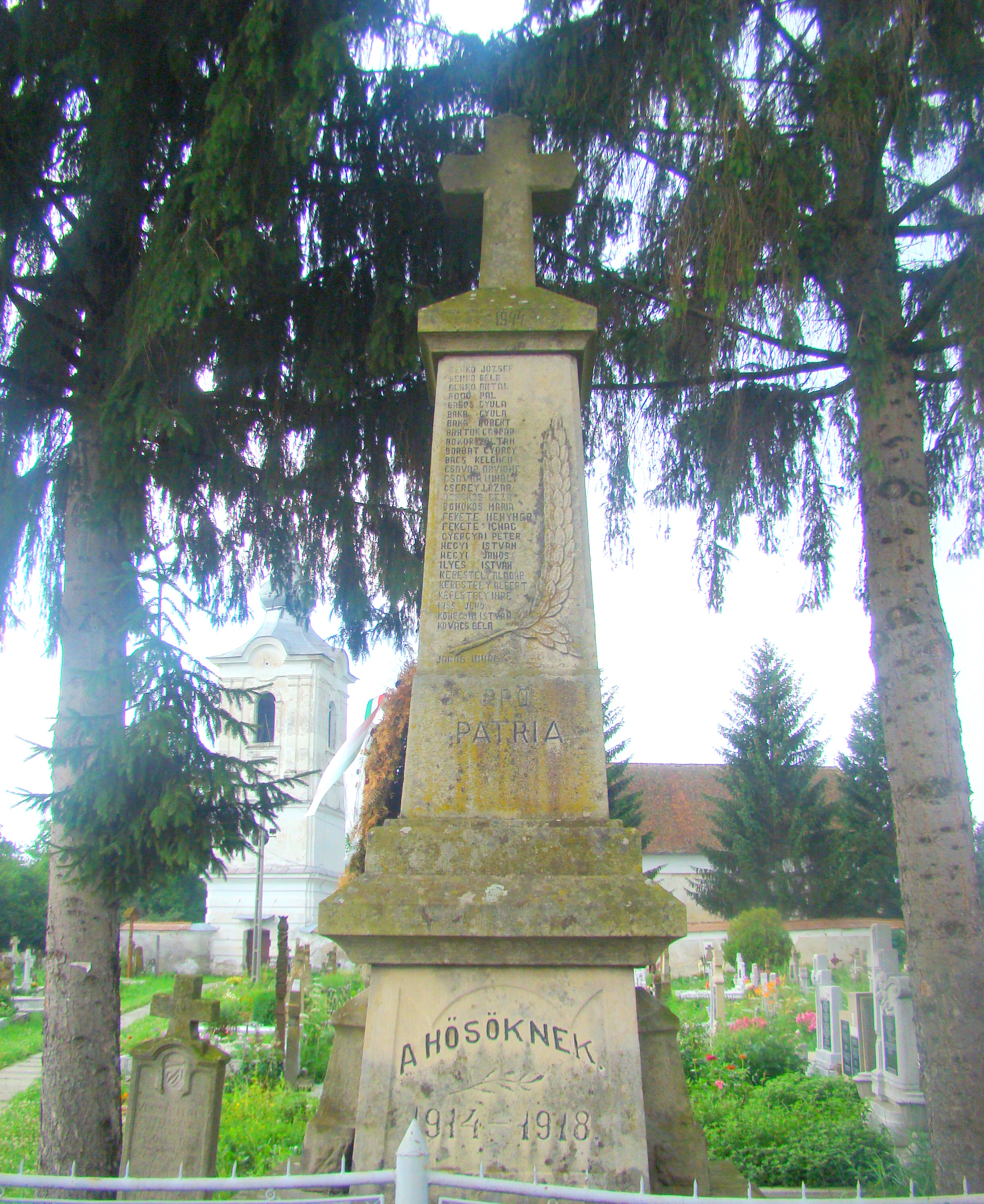
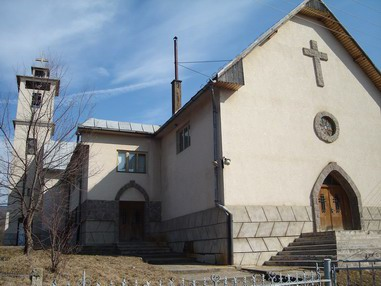
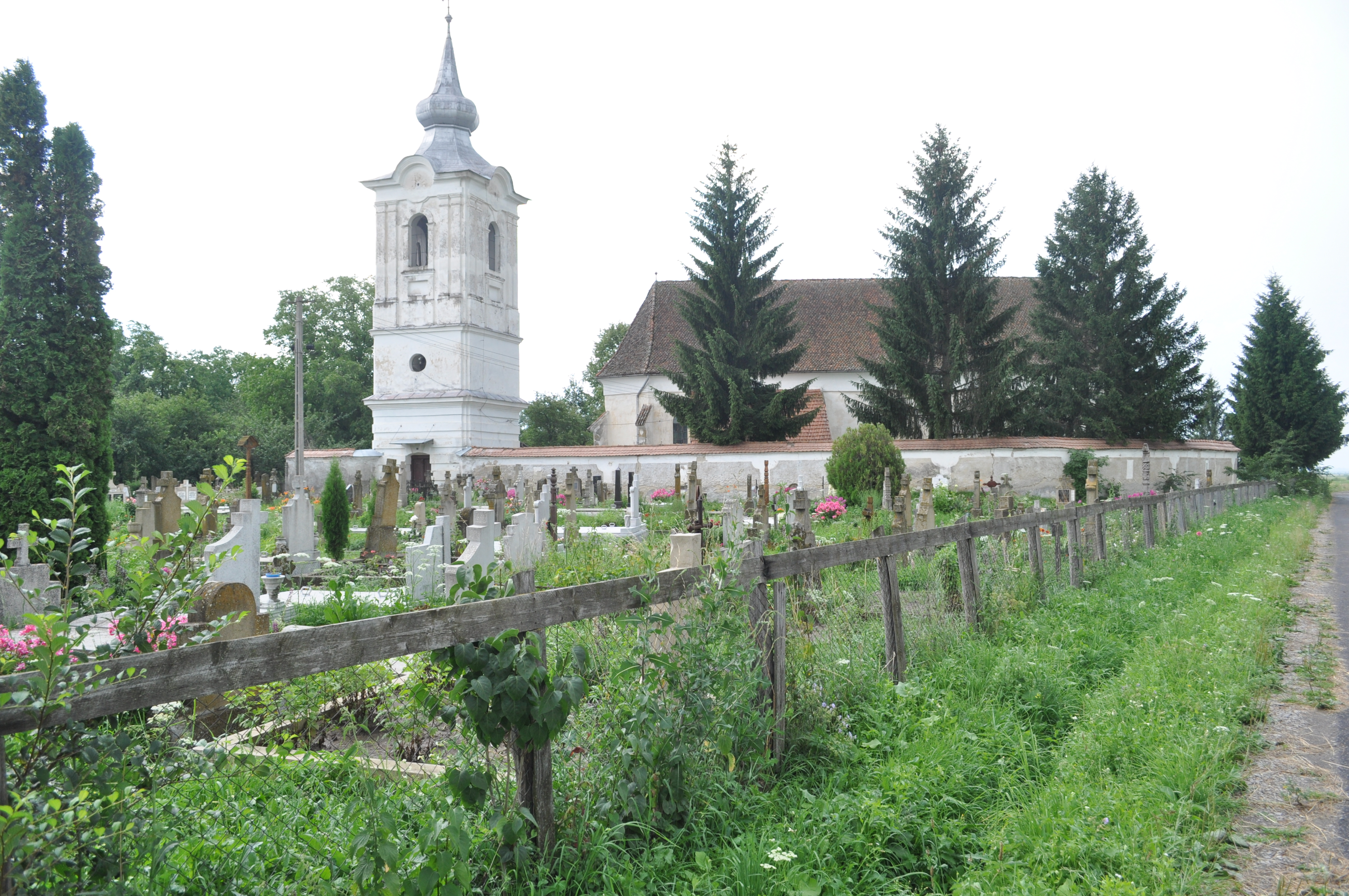
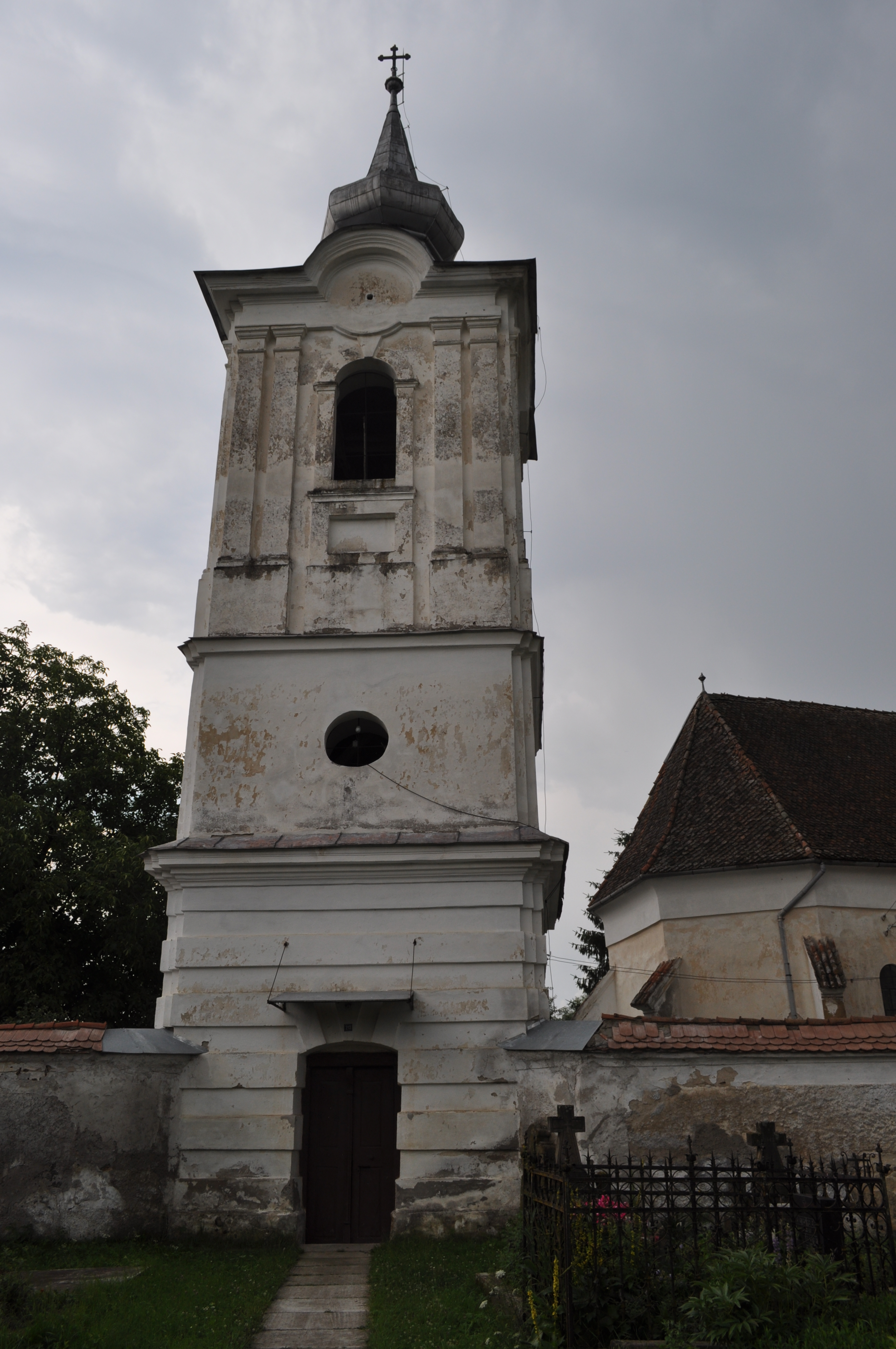